# 謝漢蘭
謝漢蘭（英語：Helen Zia，1952年—）是美國華裔女作家、记者、独立撰稿人。生長於新澤西州，祖籍浙江余姚，民国上海大律师谢永森（Y.S.Zia）后人，父母於1940年代先後離開中國及移居美國。

## 生平
1952年，谢汉兰出生于美国新泽西州纽瓦克市。她的父亲毕业于上海圣约翰大学英语文学专业。
1973年，谢汉兰从普林斯顿大学毕业，进入医学院。在研究生期間，她輟學进入建筑工地和汽车工厂，并在工会活跃。由于石油危机爆发，目睹了底特律汽车工业崩溃的谢汉兰开始记录工友们的生活，并在此后进入杂志行业。她曾在《旅遊週刊》担任主編以及在女权主义杂志《女士雜誌》担任执行编辑。
1984年，謝漢蘭在底特律擔任記者時經歷了陳果仁遇害案。她参与了美国公民正义会的创建，担任抗议活动发言人並且最终成功尋求法律制裁，此舉推動了近代美國亞裔民權運動。謝也關注著1949年後的中國，其創作觀照著例如文化大革命等歷史事件。
1995年，她以记者身份参加了在中国北京举行的第四届世界妇女大会。
1999年，华裔科学家李文和被美国政府错误指控为“中国间谍”，谢汉兰开始跟踪此案，并与作为执笔人撰写了李文和的自传《我的国家控告我》(My Country Versus Me: The First-Hand Account by the Los Alamos Scientist Who Was Falsely Accused of Being a Spy)。此书曾因联邦政府审查和九一一袭击事件的影响延误出版，但政府并无要求做任何删节。
2007年，謝漢蘭獲得傅爾布萊特獎，啟動了上海移民潮的研究。在12年的調查與走訪后，她完成著作《離開上海的最後一艘船》。書中追溯了四個人的真實經歷，包括戰爭，敵軍的佔領，內戰，社會變革，流亡经历，最终安頓異鄉。
2008年，謝漢蘭與同性戀人茂村莉亞結婚，成為加利福尼亞州首批成婚的同性伴侶之一。现为美国百人会会员。同年参加了2008年夏季奥林匹克运动会在旧金山的奥运会火炬接力。
2020年，谢汉兰参与了美国笔会（页面存档备份，存于）同美国亚裔作家工作室共同举办的“联合对抗仇恨：团结之日”系列活动，呼吁警惕对亚裔的仇恨言论和强调打破族裔隔阂

## 著作
- 《離開上海的最後一艘船：逃离毛泽东革命的中国人的史诗故事》(The Last Boat Out of Shanghai: The Epic Story of the Chinese Who Fled Mao's Revolution)，2019，ISBN 9780345522320、ISBN 9780525618867 [11][12]
- 《亞裔美國夢：一个美国民族的兴起》(Asian American Dreams: The Emergence of an American People)，2000，ISBN 9781429980852、ISBN 9780374527365 [13][14]